# Sphinctomyrmex cedaris
Sphinctomyrmex cedaris är en myrart som beskrevs av Auguste-Henri Forel 1915. Sphinctomyrmex cedaris ingår i släktet Sphinctomyrmex och familjen myror. Inga underarter finns listade i Catalogue of Life.